# اچ‌ام‌اس کلوزئوس (۱۸۴۸)
اچ‌ام‌اس کلوزئوس (۱۸۴۸) (به انگلیسی: HMS Colossus (1848)) یک کشتی بود که طول آن ۱۹۰ فوت (۵۸ متر) بود. این کشتی در سال ۱۸۴۸ ساخته شد.